# Lijst van spelers van Stade Rennais
Deze lijst omvat voetballers die bij Stade Rennais spelen of hebben gespeeld.

### België
- Jérémy Doku
- Christian Brüls
- Kazeem Olaigbe
- Ibrahim Salah
- Ayanda Sishuba
- Arthur Theate
- Eddy Voordeckers

### Burkina Faso
- Jonathan Pitroipa

### Burundi
- Shabani Nonda

### Comoren
- Warmed Omari

### Frankrijk
- Romain Alessandrini
- Dominique Arribagé
- Sylvain Armand
- Cédric Bardon
- Romain Danzé
- Phillipe Delamontagne
- Ousmane Dembélé
- Mevlüt Erdinç
- Julien Escudé
- Julien Féret
- Yoann Gourcuff
- Henri Guérin
- Stéphane Guivarch
- Mickaël Silvestre
- Jean-Armel Kana-Biyik
- Severino Lucas
- Toifilou Maoulida
- Chris Mavinga
- Olivier Monterrubio
- Arnold Mvuemba
- Vincent Pajot
- Frédéric Piquionne
- Jean Prouff
- Anthony Réveillère
- Olivier Sorlin
- Sylvain Wiltord

### Ghana
- John Boye
- Asamoah Gyan

### Kameroen
- Jean Makoun

### Kroatië
- Ivica Mornar

### Nederland
- Mario Melchiot
- Erik van den Boogaard
- John Verhoek
- Azor Matusiwa

### Noorwegen
- Alexander Tettey

### Tsjechië
- Petr Čech

### Zweden
- Lamine Diatta
- El Hadji Diouf
- Andreas Isaksson
- Kim Källström
- Ola Toivonen

### Zwitserland
- Alexander Frei
- Marco Grassi